# Thylacodes riisei
Thylacodes riisei is een slakkensoort uit de familie van de Vermetidae. De wetenschappelijke naam van de soort is voor het eerst geldig gepubliceerd in 1862 door Otto Andreas Lowson Mörch.